# 勿街
40°43′11″N 73°59′47″W / 40.7196°N 73.9963°W
勿街是美國纽约市曼哈顿下城一条狭窄但繁忙的单行道，南北走向。南起且林广场，北到布利克街。它被认为是曼哈顿华埠的非官方主街。

## 历史
勿街形成于18世纪中叶，原名老街，18世纪末改为现名，以为美国革命的叛军提供支持的当地屠夫和小酒馆老板约瑟夫·莫特命名。
1858年，一名广东商人到达此地，为第一个定居在唐人街的华人。他在公园街开设了一家成功的雪茄店。1872年，中国商人在勿街开设一家百货公司。在接下来的几年中，来自广东省，尤其是台山县的华人男性移民在附近形成一个台山人的社区。在19世纪，堅尼街以南的勿街曾是曼哈顿下城臭名昭著的贫民窟五点的一部分。
到20世纪60年代，大量来自香港的移民也开始抵达，唐人街开始迅速扩张，廣東話成为该社区的主要语言。结果，当时，唐人街变成一个“小香港”。曼哈顿华埠自此成长为美国最大的唐人街。虽然曼哈顿华埠迅速扩展到下东城，然而，曼哈顿华埠的中心，以及游客的主要目的地，仍然是堅尼街和且林广场之间的勿街。
历史上，来自广东和香港的安良工商会等帮会曾控制了勿街和曼哈顿华埠，收取保护费，并为争夺领地而展开血腥战斗。

## 描述
百余年来，勿街被认为是曼哈顿华埠非官方的主要商业街，沿街开满面向游客的纪念品商店、茶馆和餐馆，以及华人超市。由于九一一袭击事件对唐人街经济的影响，勿街上有数十家商店关闭。勿街32号在1891年开张，是唐人街连续经营时间最长的商店。
堅尼街以北的勿街在历史上原是小意大利的一部分，但今天也以华人为主。

### 小粵港
勿街和曼哈顿华埠西部被称为曼哈顿老华埠，保持了旧日的尺度，仍以广东人为主，富有广东特色，被称为“小香港”、「小广东」,「小粵港」, 或「粵港埠」。这里的大多数华人店铺仍然属于广东人所有，使用的广州话與香港粵語是这里的通用语。而包厘街以东的曼哈顿新华埠则以后来大量涌入的福州人为主。包厘街原是曼哈顿华埠的边界，现在则成了广东社区和福州社区的分界线。
纽约的第一座天主教主教座堂老圣巴德利爵主教座堂的正门位于勿街，其周围的高墙表明了19世纪纽约的新教徒和天主教徒之间的紧张关系。天主教显圣容堂位于勿街25号，是曼哈顿最古老的天主教堂。
現在紐約市的布魯克林也發展了好幾個新小香港／小廣東在本森社区和洋頭灣以及已經成為了全紐約最大的廣東人人口和變成紐約的最中廣東人文化中心. 
原本布魯克林的日落公園也有廣東人唐人街但是因為多量福州移民來到日落公園, 現在變成福州人的聚居區. 

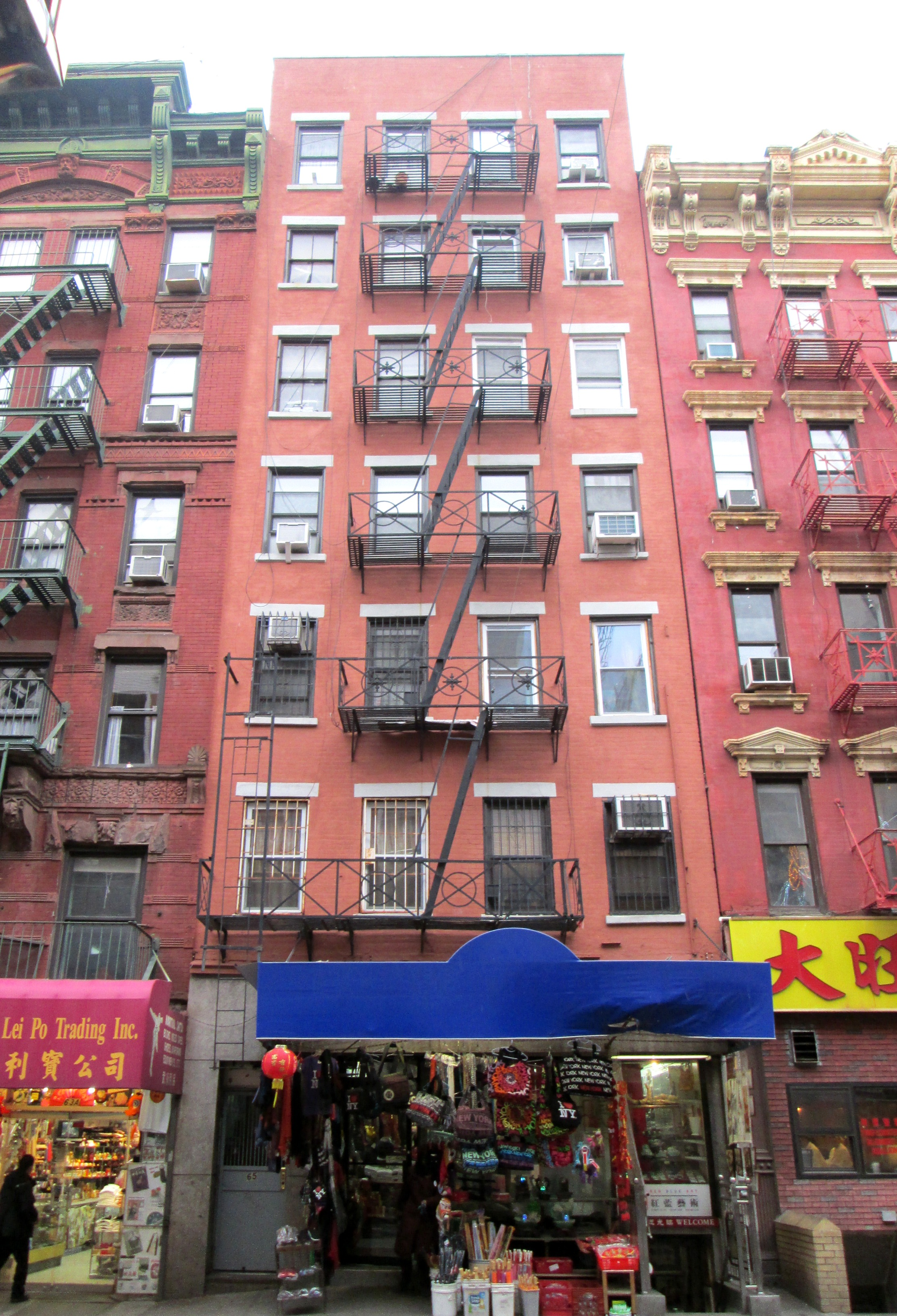
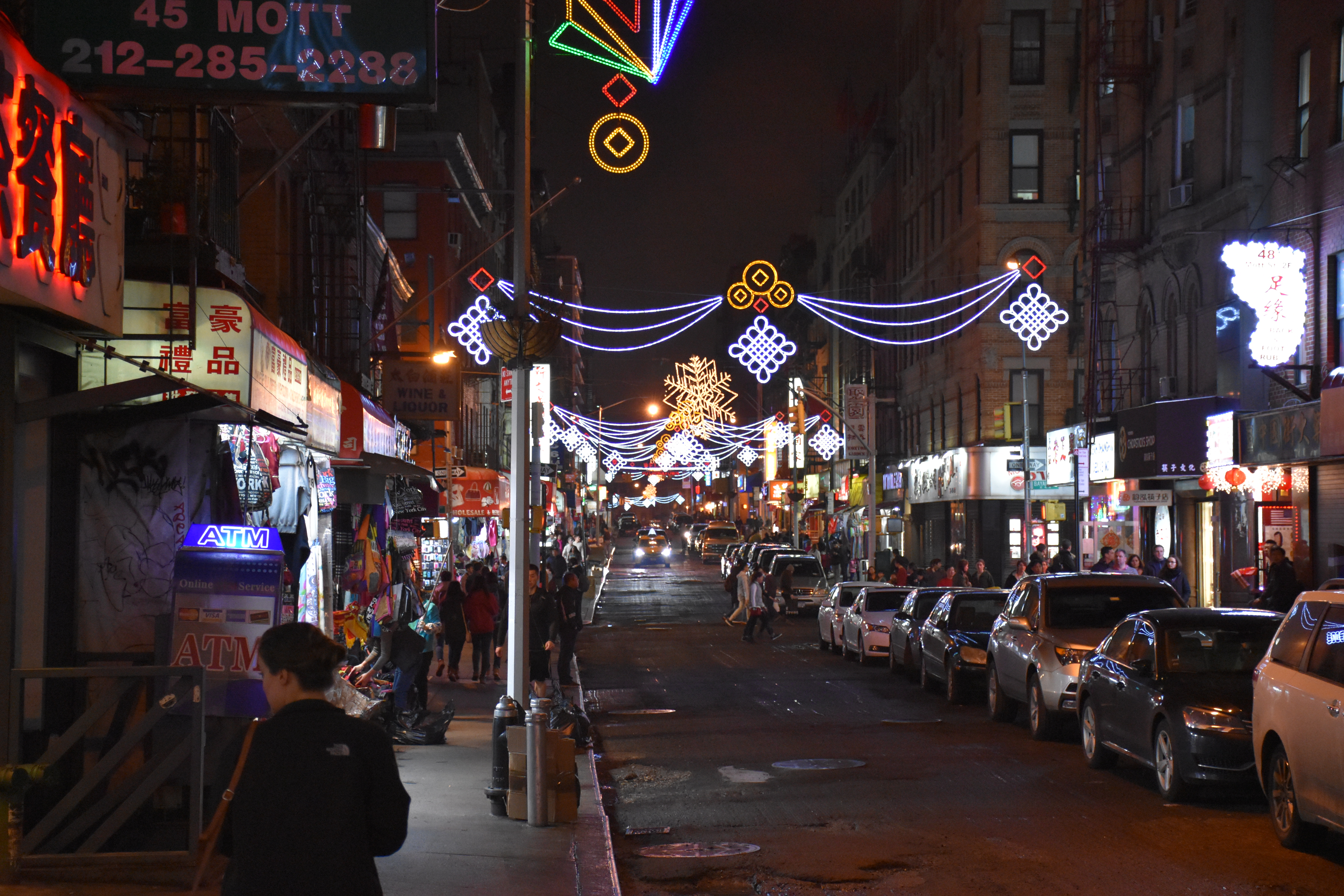
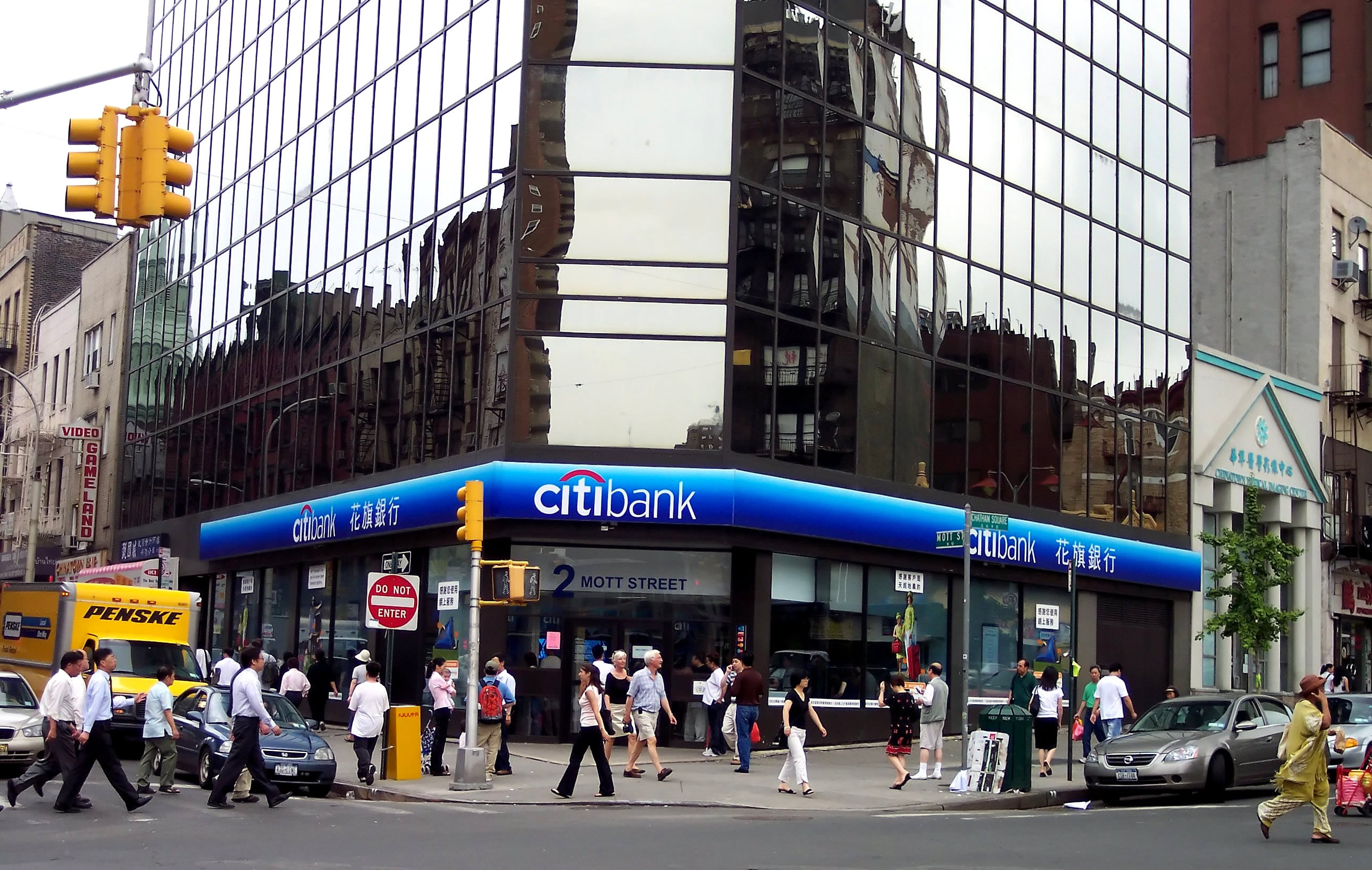
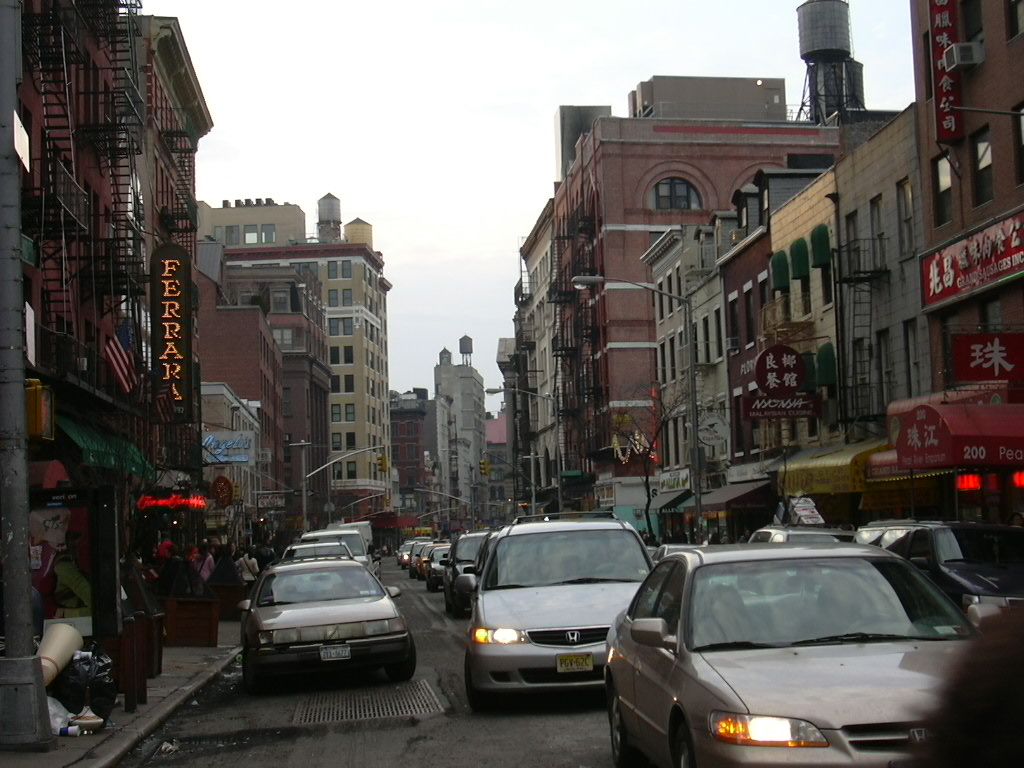
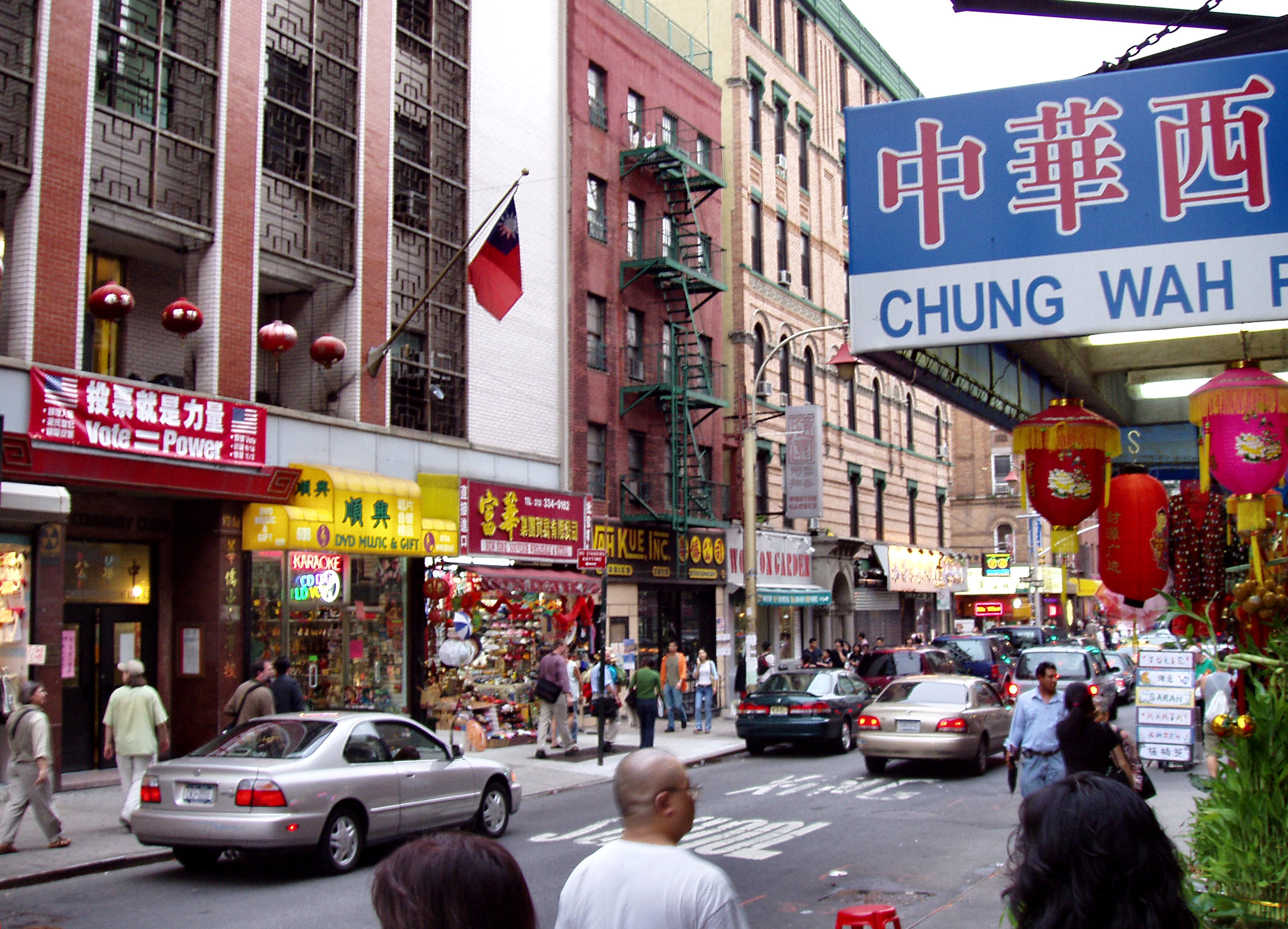
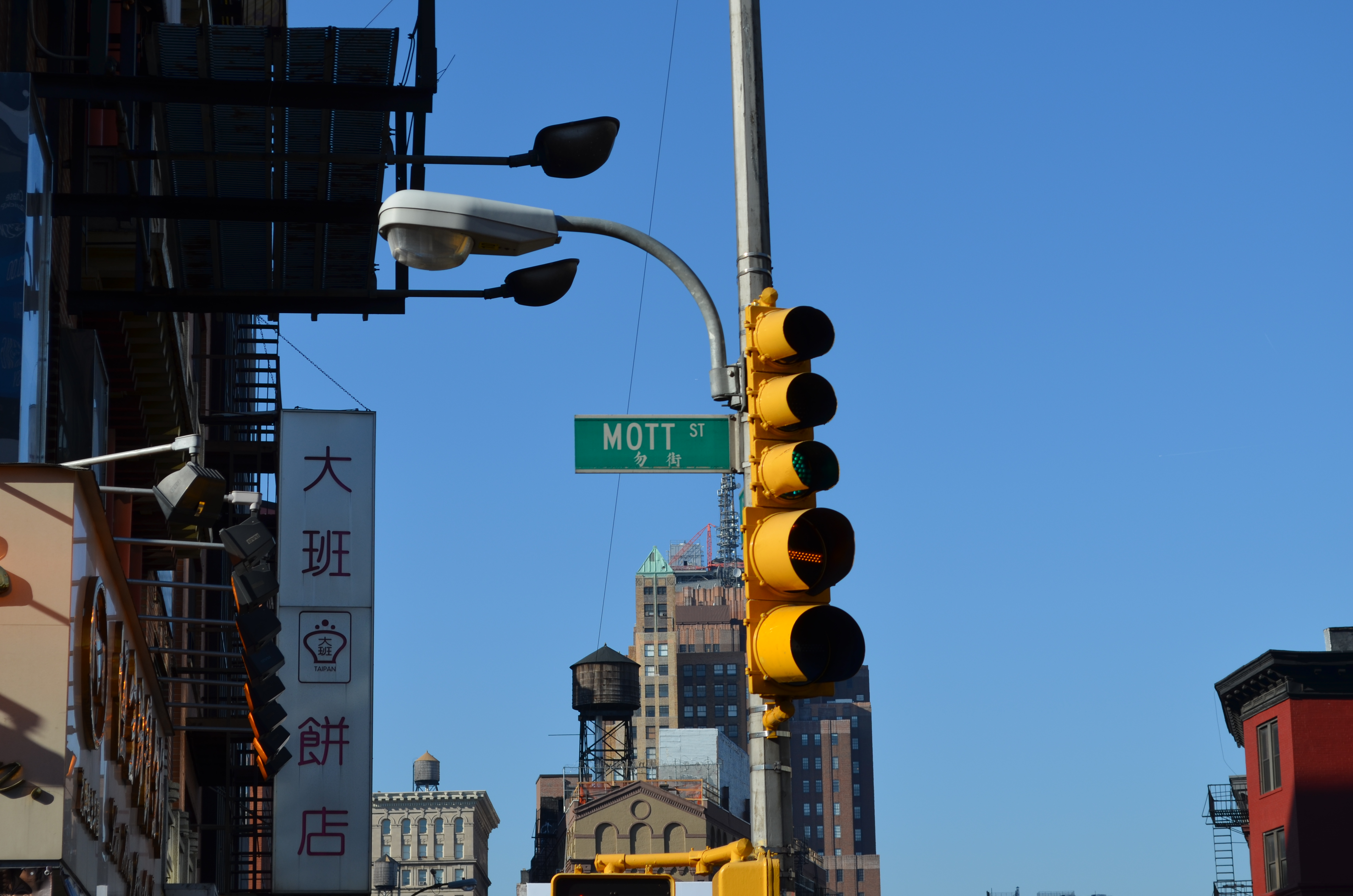
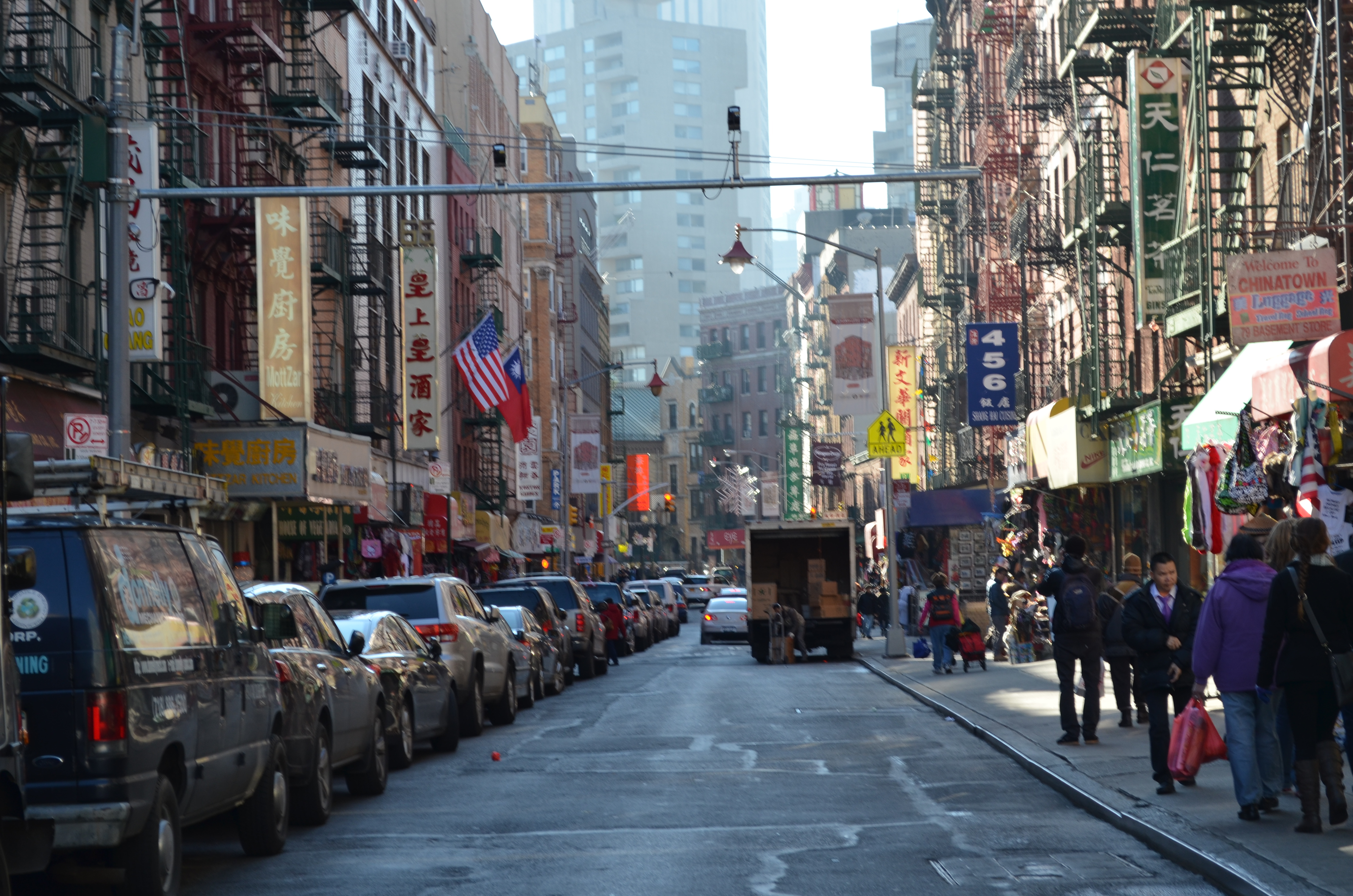